# Scopula defamataria
Scopula defamataria là một loài bướm đêm trong họ Geometridae.